# Ђидина кафана у Мургашу
Ђидина кафана у Мургашу, насељеном месту на територији општине Уб, је стара друмска механа подигнута у 19. веку налази се с леве стране пута Ваљево—Уб—Обреновац. Представља непокретно културно добро као споменик културе од великог значаја.

## Историја
Истраживањем се дошло до закључка да су прве друштвене грађевине у српским селима биле механе, меане, крчме или кафане. Оне су служиле као свратишта за путнике, а истовремено биле центри у којима се окупљало сеоско становништво, да решава заједничке проблеме или како би се информисали о важним догађајима. Најпре су се окупљали искључиво мушкарци, у слободно време, поготову у зимском периоду.
Грађење механа обележило један временски период 19. века, о чему сведоче уредба о механама из 1861, затим додатак уредби из 1864. године типски планови из 1878. године и 1879, који одређују услове где и како се исти могу подизати.

## Изглед механе
Кафана се налази поред пута којим је некада текла трговина Ваљевске Тамнаве и Колубаре са Аустроугарском. Једна је од ретко сачуваних механа, како у Тамнави. Настала је по о плану пре доношења уредбе о механама у седмој деценији 19. века. Грађена је 1853. године и једна је од ретко сачуваних механа. Данас је позната као „Ђидина кафана“, али по казивању мештана до 1988.—1989. године, раније се звала „Кладница“, по истоименом оближњем потоку.
Кафана има правоугаону основе, димензија 13,25 х 18,90 м и грађена је на темељима од чврстог материјала. Испред улаза се налази пространи трем са шест лучних отвора. Стубови трема су некада били дрвени, постављени на зиданим стопама. Четвороводни кров покривен бибер црепом се завршава зиданим венцем, испод кога се налази симс, а на угловима зграде су пиластри.